# 木村孝 (染織研究家)
木村 孝（きむら たか、1920年10月8日 - 2016年11月2日）は、日本の染織研究家、随筆家。本名は小笠原孝（おがさわら たか）。
映画『夜の河』で山本富士子が演じた主人公のモデルになったと言われている。

## 経歴
京都市中京区の染色を営む家に生まれ、後継ぎとなるべく染色を習う。
1944年 - 女学校を卒業し京都新聞文化部に就職。6年後に家業を継ぐ。
1954年 - 染色個展を毎年開催。並行してニューヨークにて染織デザインを研究。
1958年ごろ - 結婚。
1963年 - 夫の転勤によりロンドンに移る。ファッション史を学ぶほか、染織やテキスタイルデザインなどを研究する。またロンドンでも個展を開催した。
1968年ごろ - 帰国。以後、染織やファッションに関する執筆や講演などで活動。

## 著書
- 『きものの四季』三笠書房（1970年）
- 『現代きもの心得～いつ・どこで・何を着る』婦人画報社（1980年）
- 『いろとあや～きもの覚書』淡交社（1984年）
- 『木村孝のきもの・しきたり事典～いつ・どこで・何を着る 礼装からおしゃれ着まで格合わせと装い方』婦人画報社【FUJIN GAHO BOOKS 着物シリーズ】（1987年）
- 『日本のいろ、今昔』フジアート出版【フジアート・ヴィジュアル・ブックス】（1989年）
- 『文様の四季 和装にみる文化と伝統』茶道之研究社 1997
- 『きものの買い方・揃え方』【おしゃれなきもの教室】世界文化社（1999年）
- 『和の彩りにみる色の名の物語』淡交社（2001年）※世良武史写真
- 『和の美を育む～きものことはじめ』集英社（2003年）
- 『和の意匠にみる文様の名の物語』淡交社（2005年）※世良武史写真
- 『和の美をめぐる50の言葉―日本を知りたい』アシェット婦人画報社（2007年）
- 『美しい着物、美しい人—伝えておきたい嗜みごと』淡交社（2008年）
- 『九十歳和の躾』朝日新聞出版 2010
- 『礼装・盛装・茶席のきもの きものしきたりと着こなし』淡交社 2010
- 『木村孝のきものおしゃれ塾』ハースト婦人画報社 2011
- 『女の嗜み 今、伝えておきたいこと』角川oneテーマ21 2012
- 『和装のたしなみ』三徳庵茶道の研究編集部 2013
- 『きもの春秋 今、次世代へつなぐ想い』ハースト婦人画報社 2014
- 『きものが語る日本の雅』いきいき株式会社出版局 2015
- 『衣の声　きものの本流を見つめて』ハースト婦人画報社 2016 - 遺作

### 共著・監修
- 『きもの用語事典』監修　婦人画報社 1990
- 『冠婚葬祭のきものビューティヘアメイクと着こなし』講談社（1996年）※山野寿子との共著
- 『染め織りめぐり』監修【JTBキャンブックス】（2002年）
- 『美智子さまのお着物―写真集』渡辺みどり共著　朝日新聞出版・編（2009年）
- 『きもの文様図鑑 きれいな文様集めました!』監修 ハースト婦人画報社 2012
- 『きもの用語事典 これだけ知れば10倍楽しくなる!』監修 ハースト婦人画報社 2012
- 『茶席のきもの入門 DVDでまなぶ、きものと袴の着付け』山野愛子ジェーン共監修 淡交社 2013